# Cedar Vale
Cedar Vale – miasto położone w hrabstwie Chautauqua.